# The Unquestionable Truth
The Unquestionable Truth (Part 1) (englisch für Die unbestreitbare Wahrheit (Teil 1)) ist eine EP der US-amerikanischen Nu-Metal-Band Limp Bizkit. Sie erschien am 2. Mai 2005 über die Labels Flip Records und Geffen Records.

## Produktion und Samples
Bei der EP fungierten Fred Durst, Frontmann von Limp Bizkit, sowie Jordan Schur als Executive Producers.
Das Lied The Key enthält Samples der Songs Paris von The Texas Tech Red Raiders Marching Band und Soul Ain’t No New Thing von Boobie Knight und The Soulciety sowie eine Interpolation aus dem Track Trespasser – Pt. 1 von Bad Medicine.

## Covergestaltung
Das Albumcover zeigt eine Armee aus Totenschädel-Soldaten, die braun-rote Uniformen tragen. Vor ihnen steht ihr Anführer, der ebenfalls eine Uniform sowie eine braun-rote Mütze trägt und dessen Kopf ein Totenschädel ist. Eine Hand streckt er nach oben und in der anderen hält er eine kleine Totenschädel-Figur. Der Hintergrund ist braun-weiß gestreift. Oben links im Bild befinden sich die schwarzen Schriftzüge limp bizkit, The Unquestionable Truth und (Part 1).

## Titelliste
| # | Titel          | Länge |
| - | -------------- | ----- |
| 1 | The Propaganda | 5:16  |
| 2 | The Truth      | 5:25  |
| 3 | The Priest     | 4:57  |
| 4 | The Key        | 1:24  |
| 5 | The Channel    | 4:37  |
| 6 | The Story      | 3:49  |
| 7 | The Surrender  | 3:58  |

## Chartplatzierungen
Die EP stieg in der 20. Kalenderwoche des Jahres 2005 auf Platz 4 in die deutschen Albumcharts ein und verließ die Top 100 nach fünf Wochen.

## Rezeption
| Professionelle Bewertungen | Professionelle Bewertungen |
| -------------------------- | -------------------------- |
| Kritiken                   |                            |
| Quelle                     | Bewertung                  |
| laut.de                    | [ 4 ]                      |
| allmusic                   | [ 5 ]                      |
| Rolling Stone              | [ 6 ]                      |

Alexander Cordas von laut.de bewertete die EP mit zwei von möglichen fünf Punkten. Er meint, dass The Unquestionable Truth zwar härter als der enttäuschende Vorgänger Results May Vary sei, allerdings würde „Härte alleine aber noch keine guten Songs ausmachen“. So sei „nur begrenzt Spannendes“ zu hören und der EP ginge „nach und nach die Luft aus“.